# Пеетер Тороп
Пеетер Тороп (на естонски: Peeter Torop, р. 28 ноември 1950 г., Талин) e естонски литературовед, културолог, семиотик. Представител на Московско-Тартуската семиотична школа.

## Биография
Пеетер Тороп завършва руска филология в Тартуския университет (1974). Защитава дисертация в Хелзинкския университет (1995). Асистент (1974 – 1976), старши преподавател (1976 – 1992), доцент (1996 – 1997) и професор (от 1998 г.) в Тартуския университет. Гост преподавател в Хелзинкския университет (1990 – 1996). Извънреден професор в Талинския педагогически институт (1998 – 1999). 
Тороп е един от сътрудниците на Юрий Лотман при подготовката на томовете от поредицата „Трудове по знакови системи“ (включително е един от членовете на редакционната колегия при последните пет тома, т.26 – 30, 1998 – 2002). Първата му по-значима студия е „Симултанност и диалогизъм в поетиката на Достоевски“ (1984, вып. XVII, с. 138 – 158), в която Тороп формулира теорията за трите хронотопа на литературното произведение – „топографически“, „психологически“ и „метафизически“ (тезите на студията попадат сред достатъчно значимите тези на Московско-Тартуската семиотична школа, намерили място в изданието „Материали към терминологичния речник на Московско-Тартуската семиотична школа“, Тарту, 1999).
Следвайки Роман Якобсон, Тороп развива семиотичен подход към теорията на превода. През 1995 г. в издателството на Тартуския университет е публикувана монографията на Тороп Тоталният превод, обобщаваща дългогодишните изследвания на Тороп в областта на преводознанието и защитена като дисертация в Хелзинки. През 2000 г. в Модена излиза италианският превод на книгата.
Президент на Естонската семиотична асоциация от 2006 г. и професор по семиотика на културата в Тартуския университет.

## Отличия
- 1995 – Награда „Възраждане на Естония“
- 2011 – Орден на бялата звезда

## Пеетер Тороп в България
Проф. Тороп участва в работата на Ранноесенната школа по семиотика на Нов български университет през 1999 г.

## По-важни публикации
Книги
- 1995 – Тотальный перевод. Tartu Ülikooli Kirjastus, 220 с. [6]
- 1997 – Достоевский – история и идеология. Tartu Ülikooli Kirjastus, 170 с.
- 1999 – Kultuurimärgid. Tartu: Ilmamaa
- 2000 – La traduzione totale. Tipi di processo traduttivo nella cultura. Modena: Guaraldi – Logos (2 изд. – Milano: Hoepli, 2009).

Статии
- 1991 – „The problem of intext + intertextuality of the poetic text“. – Pamietnik Literacki, 82, 236 – 246.
- 1998 – „Dostojevski: juudikusimuse loogika“. – Looming, 10, 1569 – 1592.
- 1998 – „Semiotics in Tartu“. – Sign Systems Studies, 26, 9 – 19.
- 1998 – „Границы перевода (социосемиотический аспект семиотики перевода). – Sign Systems Studies, 26, 136 – 150.
- 1999 – „Cultural semiotics and culture“. – Sign Systems Studies, 27, 9 – 23.
- 1999 – „La traducibilita“. – Testo a fronte. Rivista semestrale di teoria e pratica della traduzione letteraria, 5 – 47.
- 2000 – „Towards the semiotics of translation“. – Semiotica, 128, 597 – 609.
- 2000 – „Интерсемиотическое пространство: Адрианополь в Петербурге „Преступления и наказания“ Ф. М. Достоевского. – Sign Systems Studies, 116 – 133.
- 2000 – „Intersemiosis and Intersemiotic Translation“. – European Journal for Semiotic Studies, 12, 71 – 100.
- 2000 – „New Tartu Semiotics“. – European Journal for Semiotic Studies, 12, 5 – 22.
- 2001 – „Interneti lugemine“. – In: Kloostrist internetini: Eesti Raamatu Aasta lõppkonverents; Pärnu; 5 – 6 aprill, 2001. Tartu: Ilmamaa, 2001, 210 – 277.
- 2001 – „The Possible Fate of the Semiotics of Translation“. – Interlitteraria, 5, 46 – 62.
- 2002 – „Tõlkesemiootika poole“. – Akadeemia, 2, 332 – 350.
- 2002 – „Introduction: Rereading of cultural semiotics“. – Sign Systems Studies, 30, 395 – 404.
- 2002 – „Intersemiosis y traducción intersemiótica“. – Cuicuilco. Revista de la Escuela Nacional de Antropologia e Historia. Mexico: Escuela Nacional de Antropolog´ia e Historia, 13 – 42.
- 2002 – „Translation as translating as culture“. – Sign Systems Studies, 30, 593 – 605.
- 2003 – „Escola de Tartu como Escola“. – In: Irene Machado. Escola de Semiotica. A Experiencia de Tartu-Moscou para o Estudo da Cultura. Sao Paulo: Atelie Editorial, 69 – 95.
- 2003 – „Biotranslation: Translation between umwelten“. – In: Petrilli, S. (ed.). Translation Translation. Amsterdam: Rodopi, 313 – 328. (в съавторство с Калеви Кул)
- 2003 – „Intersemiosis and Intersemiotic Translation“. – In: Petrilli, S. (eds.). Translation Translation. Rodopi, 271 – 282.
- 2003 – „Semiosphere and/as the research object of semiotics of culture“. – Sign Systems Studies, 31, 159 – 173.
- 2004 – „Semiospherical understanding: Textuality“. – Sign Systems Studies, 31, 323 – 339.
- 2004 – „Locations in Intersemiotic Space“. – In: Sarapik, V.; Näripea, E.; Tüür, K. (eds.). Place and Location. Studies in Environmental Aesthetics and Semiotics. Tallinn: Estonian Academy of Arts, 59 – 68.
- 2005 – „Semiotics has no beginning“. – In: John Deeley. Basics of semiotics. Tartu: Tartu Ülikooli Kirjastus, 4 – 25. (в съавторство със С. Салупере и Калеви Кул)
- 2005 – „La traduzione totale“. – In: Buffoni, F. (ed.). Traduttologia. La teoria della traduzione letteraria. Roma: Istituto Poligrafico e Zecca dello Stato S.p.A., 643 – 675.
- 2005 – „Culture as translation: intersemiosis and intersemiotic translation“. – В: EFSS'2004 Culture and Text. Popova, M.N. (ed.). София: Издателство на Нов български университет, 100 – 113.
- 2005 – „Semiospherical understanding: textuality, chronotopicality, multimediality“. – В: EFSS 2004, Culture and Text. Popova, M.N. (ed.). София: Издателство на Нов български университет, 83 – 99.
- 2006 – „Tekst ja/kui struktuur“. – In: Juri Lotman. Kunstilise teksti struktuur. Tallinn: Tänapäev, 505 – 535.
- 2006 – „Semiotics, Anthropology and Analysability of Culture“. – Sign Systems Studies, 34, 285 – 315.
- 2006 – „Forced Translation“. – Baltic Horizons, 6, 49 – 57.

- 2007 – „Processual boundaries of translation: semiotics and translation studies“. – Semiotica, 163 – 1/4, 187 – 207. (в съавторство с Елин Сютисте)
- 2007 – „Methodological remarks on the study of translation and translating“. – Semiotica, 163, 347 – 364.
- 2007 – „The Widening of the Boundaries: Translation Studies and Semiotics of Translation“. – In: Hellman, B.; Huttunen, T.; Obatnin, G. (eds.). Varietas et concordia. Helsinki: Helsinki University, 197 – 209.
- 2007 – „Distsiplinaarsed piirid, uurimisobjekti piirid ja teadlase identiteet“. – In: Vihalemm, R. (ed.). Teaduse uuringud: eesmärgid ja meetodid. Tartu: Tartu Ülikooli Kirjastus, 77 – 92.
- 2007 – „Tõlketeadus, semiootika ja tõlkeprotsessi piirid“. – Keel ja Kirjandus, 554 – 570. (в съавторство с Елин Сютисте)
- 2007 – „Montage and semiotics of culture“.
- 2007 – „A Dialogue of Estonian and Hungarian Literary Semiotic Approaches. The Legacy of Russian Classics and the Lotmanian Critical heritage as „Our Text“. (в съавторство с Каталин Кроо)
- 2008 – „Translation as Communication and Auto-Communication“. – Sign Systems Studies, 36.2, 375 – 397.
- 2008 – „Античность в гетерофонии Достоевского“. – In: Kroó, K.; Torop, P. (eds.). Russian Text (19th Century) and Antiquity / Русский текст (19 век) и античность. Budapest, Tartu: L´Harmattan, 322 – 342.
- 2008 – „Достоевский, Бахтин и семиотика скандала“. – В: Семиотика скандала. Букс, Н.; Пенская, Й. (ред.) Москва: Европа, 2008, (Механизмы культуры), 185 – 208.
- 2008 – „Keisri hull“ ja eesti lood“. – In: Keisri hull. Jaan Kross. Tallinn: Eesti Päevaleht, Akadeemia, 319 – 331.
- 2008 – „Перевод как комуникация и автокомуникация“. – Studia Slavica Savariensia, 381 – 397.
- 2009 – „The Value of Historical Properties – Can the Semiotic Signs Load the Sustainability? (The Baltic Experience)“. – In: Maasikamäe, S. (ed.). Land Surveying and Land Management. Tartu: Eesti Maaülikool, 50 – 70. (в съавторство с К. Сак)
- 2009 – „Social aspects of translation history or forced translation“. – In: Ritva Hartama-Heinonen, Irma Sorvali, Eero Tarasti, Eila Tarasti. (eds.). Kielen ja kulttuurin saloja. Imatra, Helsinki: International Semiotics Institute, 239 – 248.
- 2009 – „Dialogue of Estonian and Hungarian literary semiotic approaches. The legacy of Russian classics and the Lotmanian critical heritage as „Our text“. – In: Eero Tarasti, Paul Forsell, Richard Littlefield (eds.). Communication: Understanding/Misunderstanding. Imatra, Helsinki: International Semiotics Institute, 791 – 807. (в съавторство с Каталин Кроо)
- 2009 – „Lotmanian explosion“. – In: Grishakova, M. (ed.). Juri Lotman. Culture and Explosion. Berlin, New York: Walter de Gruyter & Co, XXVII–XXXIX.
- 2010 – „Historical Identity of Translation: From Describability to Translatability of Time“. – Trames: Journal of the Humanities and Social Sciences, 14, 383 – 393. (в съавторство с Б. Осимо)
- 2010 – „Oma Lotman“. – In: Lotman, Mihhail (ed.). Jalutuskäigud Lotmaniga. Tallinn: Tallinna Ülikooli Kirjastus, 335 – 342.
- 2010 – „Tartu koolkond kui koolkond“. – In: Lotman, Mihhail (ed.). Jalutuskäigud Lotmaniga. Tallinna Ülikooli Kirjastus, 343 – 371.
- 2010 – „Intersemiotic Dynamics in Gogol's „Vii“: „C'est la vie“. – Néprajzi látóhatár, XIX, 85 – 102. (в съавторство с Каталин Кроо)
- 2011 – „Преводът като комуникация и автокомуникация“. – Семиотиката в действие III, София, Нов български университет.[7]